# Gente Nueva
Gente Nueva (en ruso: Новые люди, romanizado:  Nóvyie lyudi) es un partido político de centroderecha y liberal ruso formado en Moscú el 1 de marzo de 2020. Fue establecido en marzo de 2020 por Alekséi Necháiev, el fundador de la empresa rusa de cosméticos Faberlic. Necháiev fue elegido presidente del partido durante el segundo congreso del partido, celebrado el 8 de agosto de 2020. Aleksandr Davankov es el jefe del comité ejecutivo del partido.
En 2020, el partido ingresó en cuatro parlamentos regionales, obteniendo el derecho a participar en las elecciones legislativas de 2021 a la Duma del Estado sin recolectar firmas.
El partido apoya a Vladímir Putin e integra el Frente Popular Panruso. Según The New York Times se trata de un proyecto patrocinado por el Kremlin destinado a atraer simpatizantes del líder opositor encarcelado Alekséi Navalni.

## Resultados electorales

### Elecciones presidenciales
| Año  | Candidato          | Candidato          | Primera vuelta | Primera vuelta  | Primera vuelta | Resultado | Notas                                                     |
| Año  | Candidato          | Candidato          | Votos          | %               | Posición       | Resultado | Notas                                                     |
| ---- | ------------------ | ------------------ | -------------- | --------------- | -------------- | --------- | --------------------------------------------------------- |
| 2024 | Vladislav Davankov | Vladislav Davankov | 3 362 484      | \| \| 3.90 % \| | 3.º            | No electo | Como parte de la Unión de Fuerzas Políticas Progresistas. |
|      | 3.90 %             |                    |                |                 |                |           |                                                           |

### Elecciones legislativas
| Año  | Cabeza de lista    | Cabeza de lista  | Votos     | %               | Escaños | +/- | Posición | Posición     | Estatus | Notas                            |
| ---- | ------------------ | ---------------- | --------- | --------------- | ------- | --- | -------- | ------------ | ------- | -------------------------------- |
| 2021 | Vladislav Davankov | Alekséi Necháiev | 2 997 676 | \| \| 5.32 % \| | 13/450  | 0   | 5.º      | Superminoría |         | Primera participación electoral. |
|      | 5.32 %             |                  |           |                 |         |     |          |              |         |                                  |